# Batalha de India Muerta (1816)
A Batalha de Índia-Muerta, travada em em 19 de novembro de 1816, foi uma batalha da Guerra contra Artigas, disputada próximo da Velázquez, Rocha, Uruguay, entre tropas do Reino Unido de Portugal, Brasil e Algarves, sob o comando do marechal de campo Sebastião Pinto de Araújo Correia e da Liga Federal, sob o comando de Fructuoso Rivera. Nela participou Manuel Marques de Sousa (2°).